# Orestes Vilato
Orestes Orrie Vilato (Camaguey, 9 mei 1944) is een Cubaans percussionist. Hij is de voormalige timbalesspeler van Santana.

## Biografie
Vilato - bedreven in timbales, bongo en dwarsfluit - emigreerde op 12-jarige leeftijd naar de Verenigde Staten waar zijn vader de leiding kreeg over de vluchten vanuit Havana naar New York en Chicago. In de hoogtijdagen van de New Yorkse salsa speelde hij achtereenvolgens bij Ray Barretto, Tipica 73 en Los Kimbos.
In 1979 sloot Vilato zich aan bij Santana waar hij de percussiesectie vormde met de inmiddels overleden conga- en bongospelers Armando Peraza en Raul Rekow (met 37 jaar het langstdienende bandlid). Op de single E Papa Re uit 1981 zong hij de ad-libs (in de latin-wereld ook wel pregones genoemd). In 1985 vormde Vilato met Rekow, Peraza en de toenmalige zanger-gitarist Alex Ligertwood de Santana-spin-off R.O.A.R., waarvan een album verscheen.
In 1986 sloegen Vilato en Rekow de handen ineen met hun Nederlandse collega Martin Verdonk toen deze nog aan het begin van zijn carrière stond. Onder de naam Congarilla maakten ze, als percussionisten en zangers, een cd vol Afro-Cubaanse muziek. Deze verscheen in 1989 en er kon een tournee worden gepland omdat Carlos Santana op pad was met diverse oud-bandleden.
Na de opheffing van Congarilla keerde Vilato niet meer terug bij Santana en stortte hij zich op andere projecten zoals een gastbijdrage aan een cd van Nueva Manteca. In deze latin-jazzgroep speelde drummer/percussionist Lucas van Merwijk die Vilato en Peraza in 1999 uitnodigde voor een gastoptreden bij zijn Cubop City Big Band. In 2010 deed Vilato mee aan een reünie van Tipica 73.
- International Standard Name Identifier: 0000 0000 3745 5923
- Library of Congress Control Number: no93002444
- MusicBrainz: 829a80fe-849f-4db6-b499-0cadab0b32f2
- Système universitaire de documentation: 243846681
- Virtual International Authority File: 11876715
- WorldCat: E39PBJbWrtpTrq36TmYqWkG4MP